# Schollach (Niederösterreich)
Schollach ist eine Gemeinde mit 1071 Einwohnern (Stand 1. Jänner 2024) im Bezirk Melk in Niederösterreich.

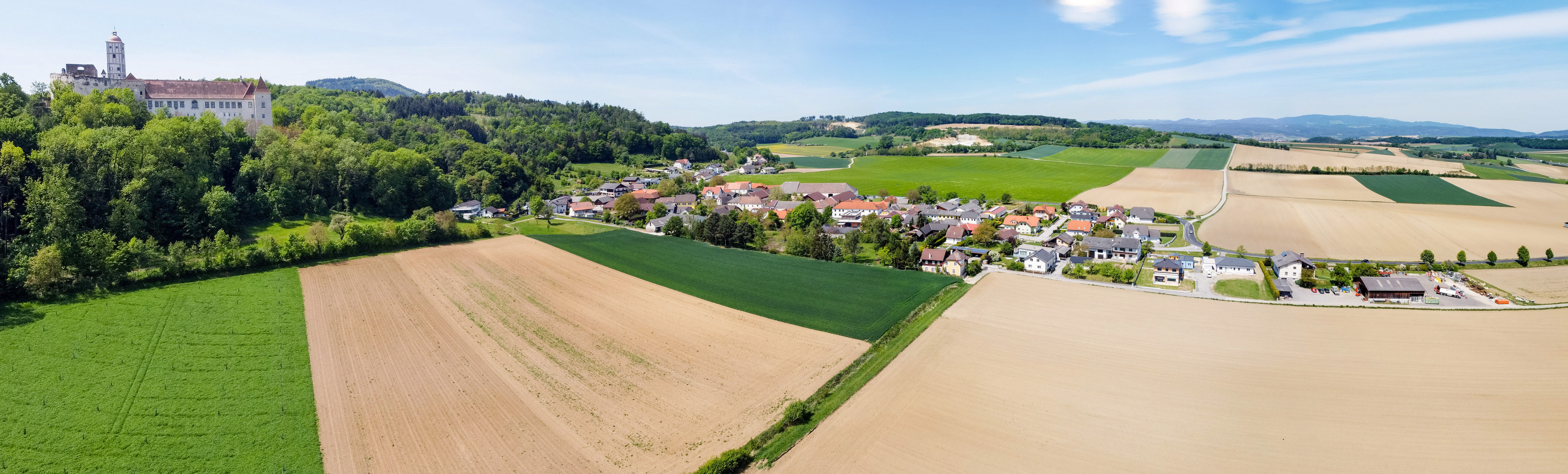
Anzendorf in der Gemeinde Schollach

## Geografie

### Lage
Schollach liegt im Mostviertel in Niederösterreich. Das Gemeindegebiet berührt im Nordosten die Pielach und steigt von dieser Höhe von rund 220 Meter über dem Meer auf bewaldete Hügel im Süden und Südwesten auf 400 Meter an. Die Fläche der Gemeinde umfasst 20 Quadratkilometer, mehr als die Hälfte werden landwirtschaftlich genutzt, 37 Prozent sind bewaldet.

### Gemeindegliederung
Das Gemeindegebiet umfasst folgende sieben Ortschaften (in Klammern Einwohnerzahl Stand 1. Jänner 2024):
- Anzendorf (164)
- Groß-Schollach (235)
- Klein-Schollach (31)
- Merkendorf (82)
- Roggendorf (338)
- Schallaburg (142) samt Kleinberg und Reithen
- Steinparz (79)

Die Gemeinde besteht aus den Katastralgemeinden Anzendorf, Merkendorf, Roggendorf, Schallaburg und Schollach.

### Nachbargemeinden
| Melk                  |                                             | Loosdorf |
|                       | Kompassrose, die auf Nachbargemeinden zeigt |          |
| St. Leonhard am Forst |                                             | Hürm     |

### Geologie
Die bewaldeten Hügel im Südwesten gehören zur Böhmischen Masse, die Ebenen sind Bestandteil der Molassezone. Im Mesozoikum war am Rand der Böhmischen Masse ein Meerestrog. Brandung und Strömungen bildeten vor 35 bis 25 Millionen Jahren den Pielacher Tegel und die Melker Sande. Nach dem Rückzug des Meeres wurde vom Wind Löß vor allem an Nord- und Osthängen der Hügel abgelagert. Die Schotterflächen bei Roggendorf stammen aus späteren Ablagerung der Traisen.

## Geschichte
Aus der Zeit des Mesozoikums wurden Muschelschalen und Haifischzähne gefunden. Aus späterer Zeit stammen ein Backenzahn eines Mammuts und ein 60 Zentimeter langer Stoßzahn eines jungen Mammuts oder Mastodons.
Ein beeindruckender Fund gelang 1989: Am Wachberg wurden Reste eines größeren Gebäudes entdeckt, die als Überreste einer Siedlung in die Jungsteinzeit datiert werden konnten. Gefunden wurden Holzkohle, ein Backofen, Tonscherben, Webgewichte, Steinbeile und Vasen. Aus der gleichen Zeit stammen eine Armschutzplatte aus dunklem Stein, die in Merkendorf gefunden wurde, sowie eine Notenkopfkeramik und ein Schuhleistenkeil aus Roggendorf. Zehn Gräber vom Wachberg sind aus der darauf folgenden Bronzezeit.
Zeugnis für die Anwesenheit der Römer gibt eine Römerstraße. Sie verlief von Inning über Schollach nach Schattenbruck. Geschützt wurde diese durch kleine Wehranlagen, eine davon befand sich zwischen Kleinschollach und Großschollach. Sie ist noch heute gut zu erkennen.
Die erste urkundliche Erwähnung betrifft den Namen „Schalla“. In einer Schenkung an das Kloster Kremsmünster wird 888/889 eine Gegend oder ein Bach „Scalaha“ erwähnt. Die Grafschaft Schalla entwickelt sich um 1043 innerhalb des Besitztums der Sighardinger Grafen um Loosdorf, Pielach und Schallaburg. Im Jahr 1110 wird ein Graf Sighard de Scahala genannt. Nach mehrmaligem Wechsel der Besitzer baut Hans Wilhelm von Losenstein in den Jahren 1576 bis 1600 die Burg zum Renaissanceschloss um. Über die Stubenberg, Kletzel von Altenach, Freiherren von Tinti und andere ist das Schloss bis zum Zweiten Weltkrieg im Besitz adeliger Häuser. Nach dem Zweiten Weltkrieg wurde es durch russische Einquartierung verwüstet und verfiel von 1955 bis 1965. Dann kam es in den Besitz der Republik Österreich, die es 1968 dem Land Niederösterreich übertrug. Von diesem wurde es restauriert.
Wenig bekannt ist die Burg Sichtenberg, die auf steilen Felsen südlich von Groß-Schollach stand. Erstmals urkundlich erwähnt werden die Herren von Sichtenberg 1170 in der Gefolgschaft eines Herrn von Schalla. Nachdem die Sichtenberg in der Mitte des 13. Jahrhunderts ausgestorben waren, folgen ihnen für 300 Jahre die Rädler (auch Redler und Radler genannt) als Burgherren nach. Als dieses Geschlecht 1541 ausstarb, gelangte die Burg nach mehrmaligem Besitzerwechsel 1596 an die Herren von Schallaburg. Diese hatten Interesse an den Besitzungen um die Burg, waren aber nicht an der Erhaltung der Burg interessiert, sodass sie rasch verfiel. Die heutige Ruine ist in Bundesbesitz, der umliegende Wald gehört den Bundesforsten.
Nach der NÖ. Kommunalstrukturverbesserung erfolgte 1970 die Gemeindezusammenlegung mit der am Fuß der Schallaburg gelegenen ehemaligen Gemeinde Anzenbach.

### Einwohnerentwicklung

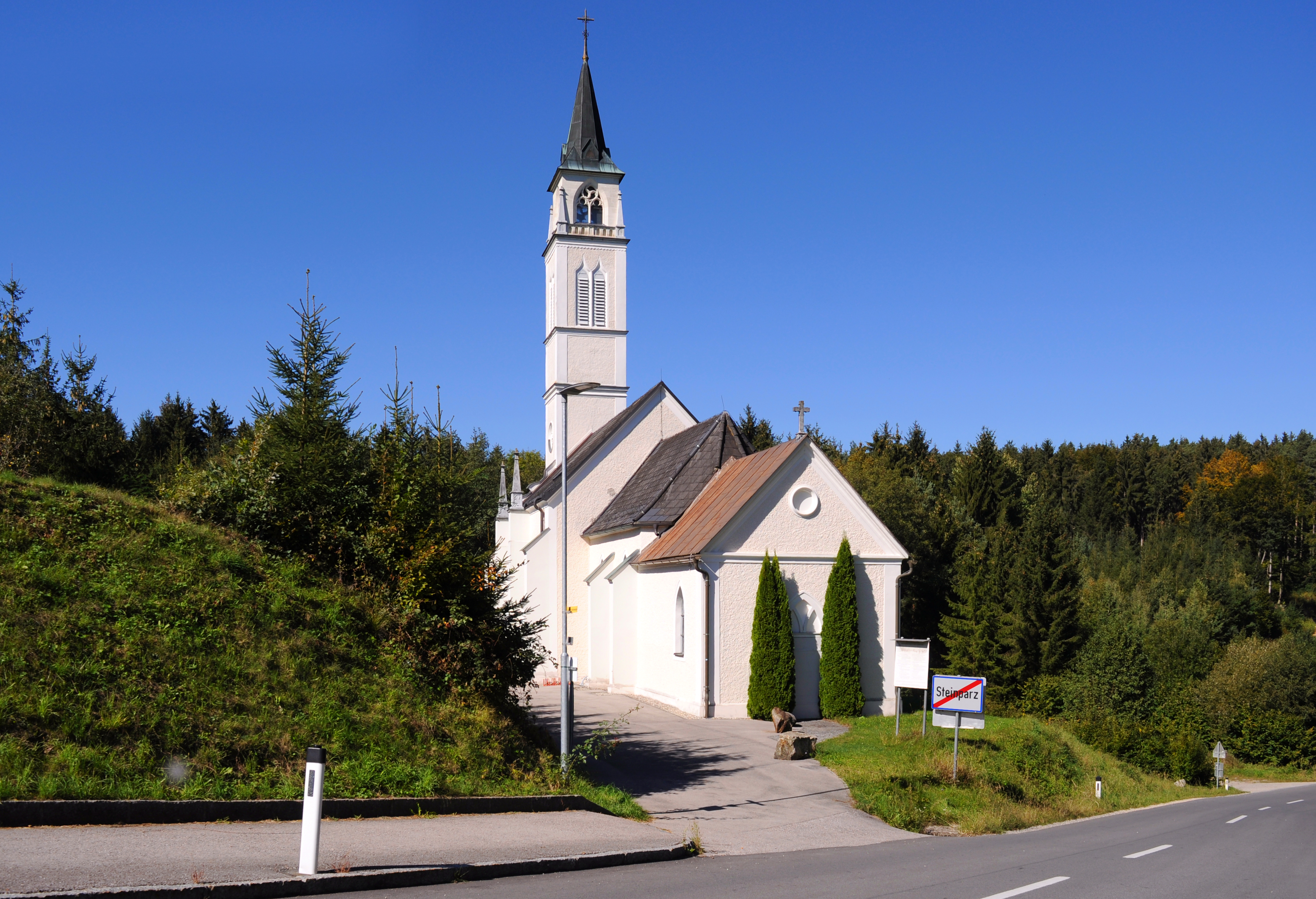
Wallfahrtskirche Maria Steinparz

| Schollach: Einwohnerzahlen von 1869 bis 2024        | Schollach: Einwohnerzahlen von 1869 bis 2024 | Schollach: Einwohnerzahlen von 1869 bis 2024 | Schollach: Einwohnerzahlen von 1869 bis 2024 | Schollach: Einwohnerzahlen von 1869 bis 2024 |
| --------------------------------------------------- | -------------------------------------------- | -------------------------------------------- | -------------------------------------------- | -------------------------------------------- |
| Jahr                                                |                                              |                                              |                                              | Einwohner                                    |
| 1869                                                | 1869                                         |                                              | 1.045                                        | 1.045                                        |
| 1880                                                | 1880                                         |                                              | 860                                          | 860                                          |
| 1890                                                | 1890                                         |                                              | 932                                          | 932                                          |
| 1900                                                | 1900                                         |                                              | 993                                          | 993                                          |
| 1910                                                | 1910                                         |                                              | 945                                          | 945                                          |
| 1923                                                | 1923                                         |                                              | 997                                          | 997                                          |
| 1934                                                | 1934                                         |                                              | 899                                          | 899                                          |
| 1939                                                | 1939                                         |                                              | 873                                          | 873                                          |
| 1951                                                | 1951                                         |                                              | 854                                          | 854                                          |
| 1961                                                | 1961                                         |                                              | 834                                          | 834                                          |
| 1971                                                | 1971                                         |                                              | 817                                          | 817                                          |
| 1981                                                | 1981                                         |                                              | 801                                          | 801                                          |
| 1991                                                | 1991                                         |                                              | 846                                          | 846                                          |
| 2001                                                | 2001                                         |                                              | 899                                          | 899                                          |
| 2011                                                | 2011                                         |                                              | 926                                          | 926                                          |
| 2021                                                | 2021                                         |                                              | 1.037                                        | 1.037                                        |
| 2024                                                | 2024                                         |                                              | 1.071                                        | 1.071                                        |
| Quelle(n): Statistik Austria, Gebietsstand 1.1.2021 |                                              |                                              |                                              |                                              |

## Kultur und Sehenswürdigkeiten
- Schallaburg: Renaissance-Schloss, welches das Ausstellungszentrum des Landes Niederösterreich beherbergt, in dem jährlich große Ausstellungen stattfinden.
- Wallfahrtskirche in Steinparz

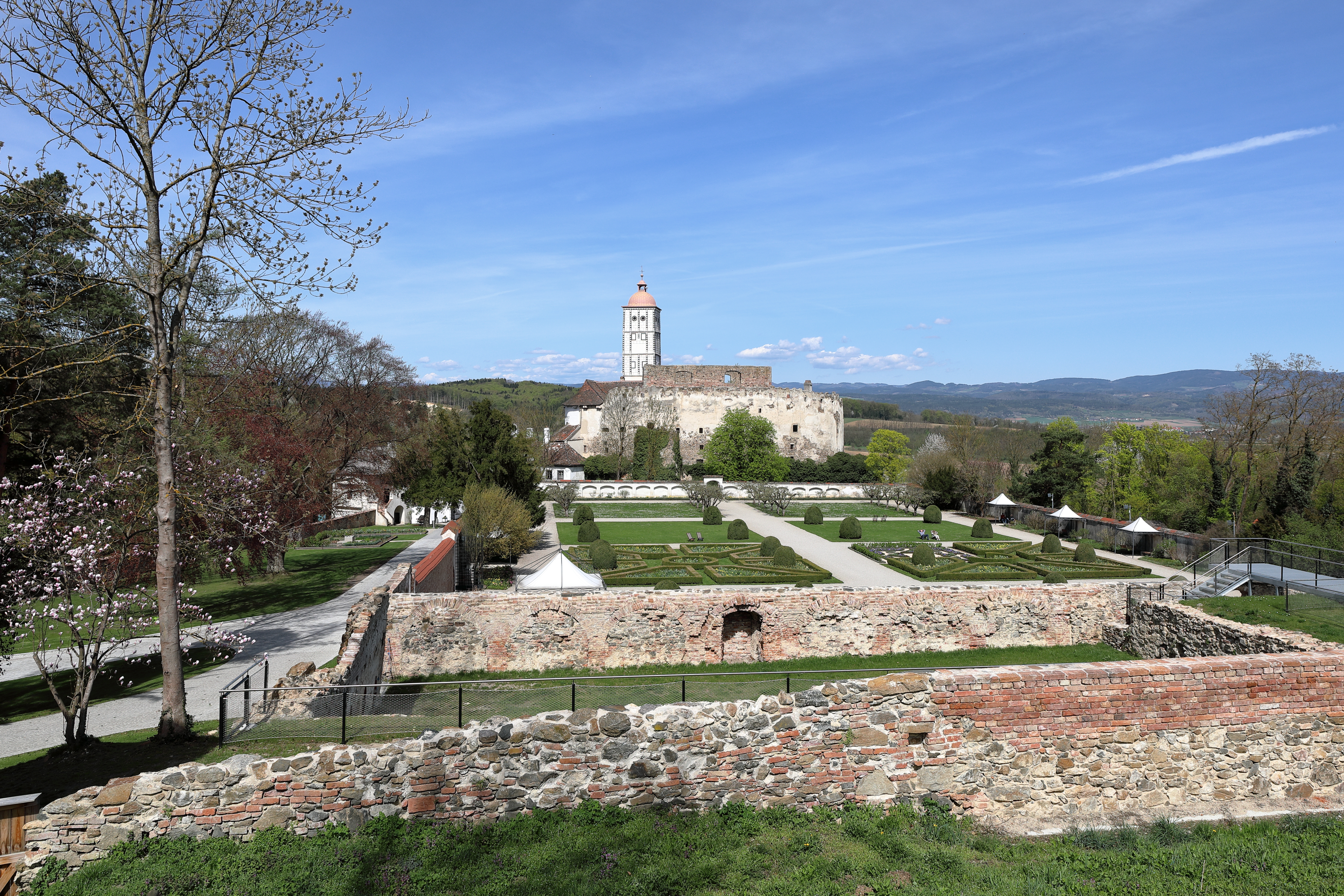
Die Schallaburg
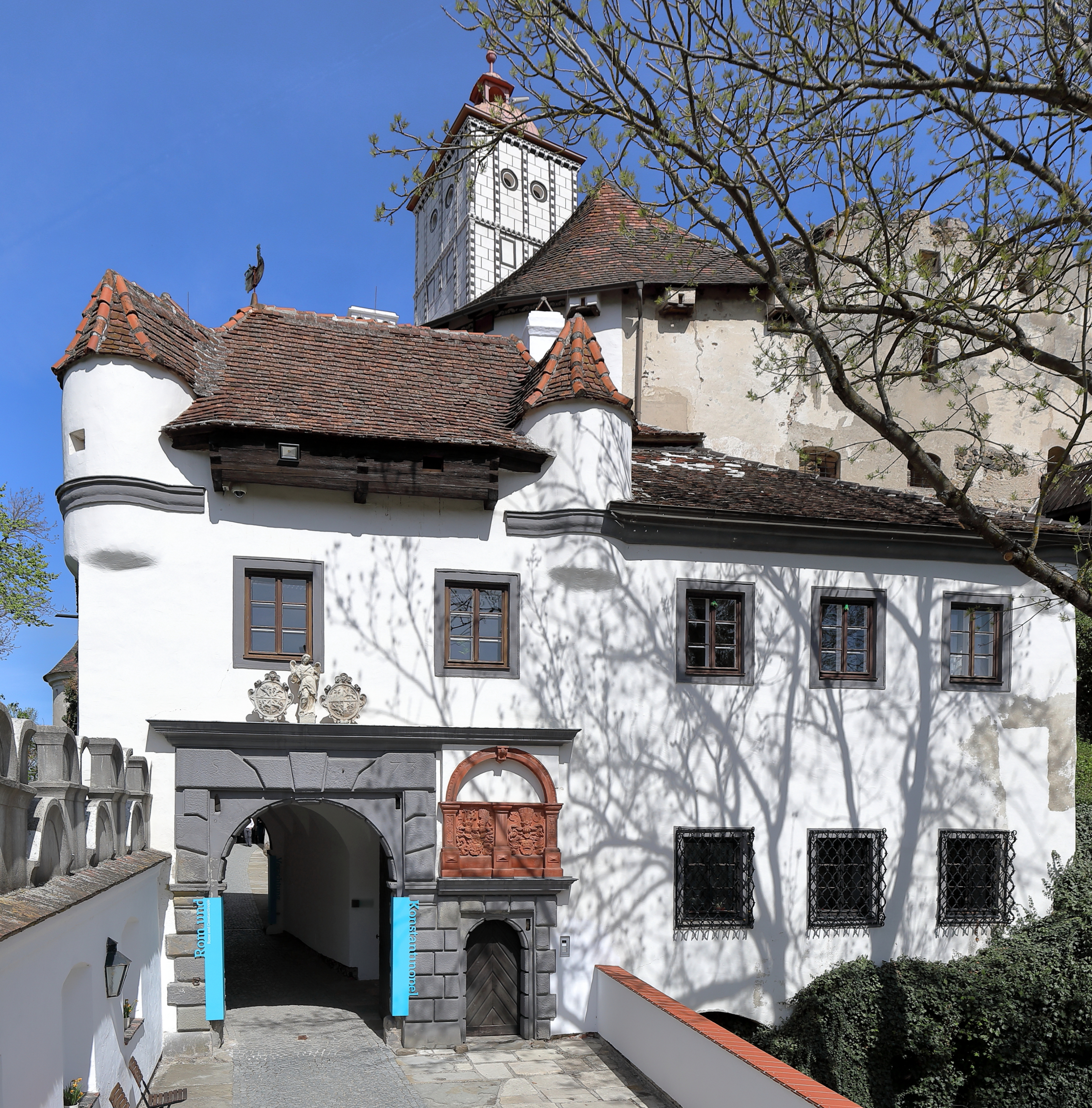
Das „Försterstöckl“ auf der Schallaburg
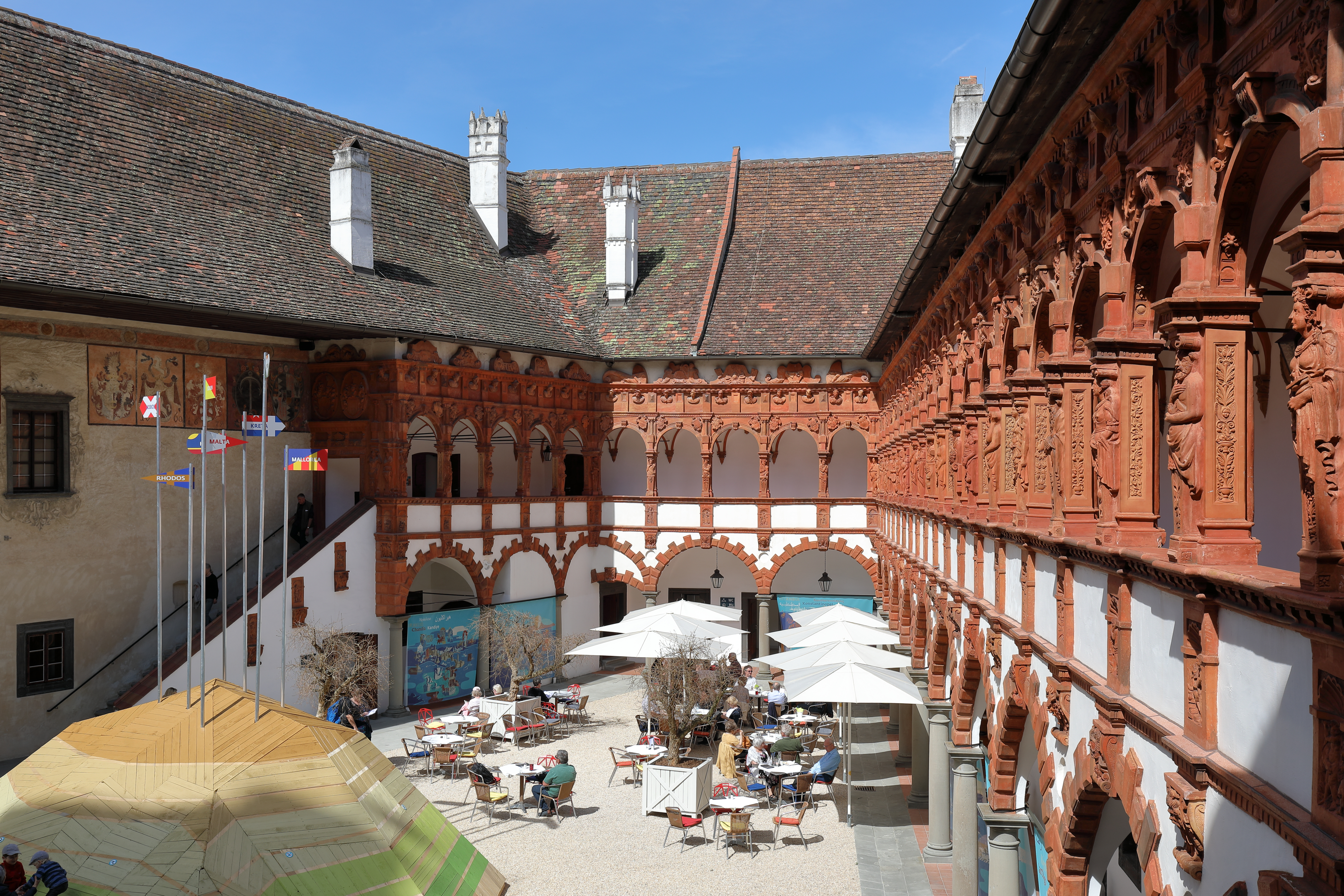
Arkadenhof in der Schallaburg

## Wirtschaft und Infrastruktur

### Wirtschaftssektoren
Von den landwirtschaftlichen Betrieben des Jahres 2010 wurden 23 im Haupt-, 20 im Nebenerwerb und zwei von juristischen Personen geführt. Die Haupterwerbsbetriebe bewirtschafteten drei Viertel der Flächen. Der größte Arbeitgeber im Dienstleistungssektor war der Handel mit 138 Erwerbstätigen, gefolgt von sozialen und öffentlichen Diensten.
| Wirtschaftssektor            | Anzahl Betriebe | Anzahl Betriebe | Erwerbstätige | Erwerbstätige |
| Wirtschaftssektor            | 2011            | 2001            | 2011          | 2001          |
| ---------------------------- | --------------- | --------------- | ------------- | ------------- |
| Land- und Forstwirtschaft 1) | 45              | 66              | 46            | 40            |
| Produktion                   | 8               | 8               | 30            | 26            |
| Dienstleistung               | 42              | 22              | 297           | 147           |

1) Betriebe mit Fläche in den Jahren 2010 und 1999
| Von den rund 500 Erwerbstätigen, die im Jahr 2011 in Schollach lebten, arbeiteten 100 in der Gemeinde, achtzig Prozent pendelten aus. Durch den Nordosten des Gemeindegebietes verlaufen die Westbahn und die West Autobahn A1. | Hier fehlt eine Grafik, die leider im Moment aus technischen Gründen nicht angezeigt werden kann. Wir arbeiten daran! |

## Politik

### Gemeinderat
| Der Gemeinderat hat seit 2025 19 Mitglieder (davor 15). - Mit den Gemeinderatswahlen in Niederösterreich 1990 hatte der Gemeinderat folgende Verteilung: 11 ÖVP und 4 SPÖ. - Mit den Gemeinderatswahlen in Niederösterreich 1995 hatte der Gemeinderat folgende Verteilung: 10 ÖVP und 5 SPÖ. - Mit den Gemeinderatswahlen in Niederösterreich 2000 hatte der Gemeinderat folgende Verteilung: 10 ÖVP und 5 SPÖ. - Mit den Gemeinderatswahlen in Niederösterreich 2005 hatte der Gemeinderat folgende Verteilung: 9 ÖVP und 6 SPÖ. - Mit den Gemeinderatswahlen in Niederösterreich 2010 hatte der Gemeinderat folgende Verteilung: 10 ÖVP, 4 SPÖ und 1 FPÖ. - Mit den Gemeinderatswahlen in Niederösterreich 2015 hat der Gemeinderat folgende Verteilung: 8 ÖVP, 5 SPÖ und 2 FPÖ. - Mit den Gemeinderatswahlen 2020 hatte der Gemeinderat folgende Verteilung: 9 ÖVP, 5 SPÖ, 1 FPÖ. - Mit den Gemeinderatswahlen 2025 hat der Gemeinderat folgende Verteilung: 12 ÖVP, 5 SPÖ, 2 FPÖ. | Hier fehlt eine Grafik, die leider im Moment aus technischen Gründen nicht angezeigt werden kann. Wir arbeiten daran! |

### Bürgermeister
Die Bürgermeister seit 1850 waren:
| Bürgermeister in Anzendorf - 1850–1882 Franz Weischner - 1882–1898 Ignaz Sterkl - 1898–1909 Josef Kopatz - 1919–1924 Karl Holzapfel - 1924–1938 Leopold Parzer - 1938–1943 Martin Jelen - 1943–1944 Anton Schewllenbacher - 1944–1944 Karl Gleiß - 1944–1949 Franz Mayerhofer - 1949–1960 Josef Schirz - 1960–1970 Anton Anerl - 1970–1970 Karl Schirgenhofer | Bürgermeister in Schollach - 1968–1873 Ignaz Kern - 1873–1906 Ferdinand Bugl - 1906–1930 Anton Wieseneder - 1930–1938 Anton Linsberger - 1938–1939 Franz Gsenger - 1939–1945 Johann Gleiß - 1945–1954 Anton Linsberger - 1954–1965 Hiesberger - 1965–1970 Leopold Wallner |

Bürgermeister seit der Gemeindezusammenlegung
- 1970–1990 Leopold Wallner
- 1990–2000 Johann Fellner
- 2000–2015 Norbert Gleiss (ÖVP)
- seit 2015 Walter Handl (ÖVP)[20]

## Persönlichkeiten

### Söhne und Töchter der Gemeinde
- Rosemarie Bauer (* 1944), Politikerin (ÖVP)